# Юр'євське (Архангельське сільське поселення)
Юр'євське (рос. Юрьевское) — присілок в Старицькому районі Тверської області Російської Федерації.
Населення становить 302 особи. Входить до складу муніципального утворення Архангельське сільське поселення.

## Історія
Від 2005 року входить до складу муніципального утворення Архангельське сільське поселення. Раніше населений пункт належав до Юр'євського сільського округу.

## Населення
| 1859 | 1886 | 1919 | 1997 | 2002 | 2008 | 2010 |
| ---- | ---- | ---- | ---- | ---- | ---- | ---- |
| 240  | ↘214 | ↗380 | ↘311 | ↘251 | ↗274 | ↗302 |

## Люди
В селі народився Успенський Герасим Олександрович (1905—1994) — молдавський радянський зоолог і письменник.